# Colobomatus steenstrupi
Colobomatus steenstrupi is een eenoogkreeftjessoort uit de familie van de Philichthyidae. De wetenschappelijke naam van de soort is voor het eerst geldig gepubliceerd in 1876 door Richiardi.